# Ingrid Lotz
Ingrid Lotz   (Malliß, 11 de març de 1934), de soltera Eichmann, és una atleta alemanya ja retirada, especialista en el llançament de disc, que va competir durant les dècades de 1950 i 1960. Es casà amb el també atleta Martin Lotz.
El 1964 va prendre part en els Jocs Olímpics d'Estiu de Tòquio, on va guanyar la medalla de plata en la prova del llançament de disc del programa d'atletisme.
Representant la República Democràtica Alemanya, participà al Campionat d'Europa d'atletisme de 1966 i guanyà el campionat nacional de disc de 1962, 1963 i 1964. Va establir el rècord nacional de la RDA amb 57,21 metres.

## Millors marques
- Llançament de disc. 57,21 metres (1964)[1][4]